# 宇吉郎 (小惑星)
宇吉郎（うきちろう、10152 Ukichiro）は小惑星帯の小惑星である。山梨県の清里大友天文台で大友哲が発見した。
雪の結晶の研究でも知られる、日本の物理学者、中谷宇吉郎から命名された。